# Андреј Аршавин
Андреј Сергејевич Аршавин (рус. Андре́й Серге́евич Арша́вин; Лењинград, 29. мај 1981) бивши је руски фудбалер. Од 2000. године наступао је за петербуршки Зенит у којем је успешно освајао прво, друга и трећа места у руској Премијер лиги. Као професионалац дебитовао је против Бредфорда у полуфиналу Интертото купа. За репрезентацију Русије је постигао 17 голова у 75 утакмица, а за саму репрезентацију је дебитовао 17. маја 2002. године против Белорусије. Занимљиво је истаћи да је члан владајуће руске партије Јединствена Русија.

## Младост
Аршавин је рођен у Лењинграду, данас Санкт Петербургу, 29. маја 1981. године. Његов отац Алек Аршавин играо је као аматерски фудбалер. Аршавин је преживео незгоду која је могла да га убије када га је аутомобил ударио као дете. Његови родитељи су се развели када је имао 12 година, а Андреј је морао да спава на поду у скученом стану са својом мајком. Отац је био тај који га је убедио да настави каријеру у фудбалу након што није успео да постане професионални фудбалер.
Аршавин је почео да игра фудбал већ у раном узрасту и са седам година, уписао се у фудбалску академију "Смена" у Зениту, родном клубу. Као ученик пре него што је фудбал постао његов једини фокус, био је талентовани играч игре Дама. Аршавинов отац умро је од срчаног удара са 40 година Написао је три књиге, међу којима је и наслов "555 питања и одговора о женама, новцу, политици и фудбалу".
Аршавин такође има диплому модног дизајна. Често се лоше понашао у школи, коментаришући: "лоше сам се понашао у школи. Када сам био у другом разреду, срушио сам регистар часописа." Аршавин је истакао да је овај инцидент био одлучујући за његово избацивање из школе.

## Клупска каријера

### Зенит Санкт Петербург
Аршавин је 2000. године ушао у екипу првог тима у Зениту, чиме је дебитовао у победи од 3: 0 против енглеске екипе Бредфорд сити на Интертото купу, где је био замена за Андреја Кобелева. Играо је на различитим позицијама на терену, почевши од класичног везаног, затим као офанзивни везани да би на крају добио улогу полушпица, тик иза нападача.
У сезони Руске Премијер лиге 2007. године, Шава (Шава на руском), је надимак који су му наденули навијачи Зенита, водио је Зенит ка титули кроз свих 30 мечева, где је постигао 11 голова и пружио 11 асистенција, што је било највише у руској премијској лиги те године. То је била прва клупска титула од победе Совјетској Топ лиги 1984. године. Аршавин је такође био кључни играч током Зенитовог Куп УЕФА 2007/08. тријумфа и проглашен је за најбољег играча у финалу, где се поново нашао на врху листе за асистенције у такмичењу УЕФА. У октобру 2008. године, Аршавин је номинован за престижну награду Златна лопта, заједно са још 29 особа на списку са сународником Јуријем Жирковом.
Аршавинов наступ у Купу УЕФА и на Европском првенству у фудбалу 2008. привукао је пажњу неколико европских клубова. Међутим, интересовање је већ исказано у јануару 2008. године од стране менаџера ФК Њукасл јунајтед Сема Алардјса, али је отпуштен као менаџер када је почео трансфер. У јуну 2008, ФК Барселона је имала понуду од 15 милиона евра за играча кога је одбио Зенита. Поред тога, понуда ФК Тотенхем хотспер у вредности од 16 милиона фунти у августу такође је била мања од Зенитове од 22 милиона фунти. Зенитова неспремност за компромисом по питању цене изазвала је незадовољство код Аршавина, који је рекао да ће сезона 2008 дефинитивно бити његова последња утакмица са Зенитом и његовим агентом Денисом Лачтером.
Током транфера у јануару 2009. године, Аршавин је био веома тражен од стране енглеског ФК Арсенал. Дана 2. фебруара, последњег дана трансфера, Аршавин је боравио у хотелу уХартфордширу, само неколико километара од места где Арсеналови играчи тренирају. Отприлике око 10 сати напустио је хотел и кружиле су приче да се враћа у Русију, али када је било мање од једног сата до краја трансфера, Зенит је коначно прихватио понуду од Арсенала. До овог тренутка, он се сложио са личним условима и прошао медицински преглед, али је накнада коју је сам Аршавин поклонио Зениту наводно држала уговор. Договор је додатно отежавала снежна олуја у Енглеској (2009) која је одложила процес регистрације у Премијер лиги, и тиме је присилила лигу да продужи рок од 5 сати поподне. Споразум није потврђен до следећег дана (3. фебруара), готово 24 сата након што је прошао формални рок за транфер са Арсеналом најављујући "дугорочни уговор" за необјављену накнаду. Истог дана, на Зенитовој званичној веб страници је објављена информација да је Зенит добио званично писмо из Фудбалског савеза Енглеске којим потврђују Аршавинову регистрацију као Арсеналовог играча.

### Арсенал

#### Сезона 2008/09.
У Арсеналу Аршавин је носио дрес са бројем 23, који је последњи носио Сол Камбел. Како је Аршавин играо за Зенит у Лиги шампиона 2008-09, није имао права наступа исте сезоне за Арсенал у нокаут фази. Аршавин је дебитовао за Арсенал против ФК Сандерланд 21. фебруара 2009. године у Премијер лиги, где се утакмица завршила са 0-0. Аршавин је 3. марта 2009. године дао је свој први допринос у утакмици Премијер лиге против ФК Вест Бромвич албион асистирајући гол за Коло Туреа у 38. минуту помоћу слободног ударца, што је био други гол у победи од 3-1. Аршавин је 14. марта 2009. постигао свој први гол за Арсенал у врло опасном углу против ФК Блекберн роверси у 65. минуту утакмице. Касније је асистирао Емануелу Ебоуеу за трећи гол, у утакмици која се завршила са 4-0 за Арсенал.
Дана 21. априла 2009. Аршавин је добио титулу Најбољи играч када је постигао сва четири гола за Арсенал у тесном мечу против ФК Ливерпула на Енфилду, који се завршио са 4-4. То је био узбудљив сусрет и први пут је Аршавин у целој каријери постигао четири гола у једном мечу. Такође је постао гостујући играч који је постигао четири гола у једној лигашкој утакмици на Енфилду, пре њега је то био Денис Весткот за ФК Вулверхемптон вондерерсе 1946. године и први играч Арсенала који је постигао четири гола на било којем мечу од Жулиа Баптиста 2007. године, који је такође постигао победу над Ливерпулом на Енфилду. Поред тога, постао је само шести играч у историји Премијер лиге који је постигао четири гола на гостујућим утакмицама. Аршавин је први пут био капитен Арсенала 2. маја 2009. године у гостујућој утакмици против ФК Портсмута, где су победили 3-0 када је Аршавин имао две асистенције и добио спорну казну. Дана 8. маја, он је проглашен за Играча месеца Премијер лиге месеца за април. Такође је проглашен за Арсеналовог играча месеца за април и мај и био је други у Арсеналовом истраживању играча сезоне, упркос томе што је играо само у другој половини сезоне и играо је на мање од четвртине Арсеналових мечева током целе сезоне.

#### Сезона 2009/10.
Аршавин је ушао са клупе и постигао два гола у Арсеналовој предсезонској победи од 2-1, 1. августа, над ФК Атлетиком Мадридом на Емиратима. Менаџер Арсен Венгер је након тога коментарисао да "Аршавин зна како функционише енглески фудбал", додајући: "Он такође зна и да је члан тима од почетка. Верујем да тим зна и колико је (он) важан и колико утиче на резултате." Аршавин је 26. августа 2009. постигао свој први гол УЕФА Лиге шампиона за Арсенал у 74. минуту у победи од 3-1 над ФК Селтиком. Дао је гол са 30 јарди у утакмици против Манчестер Јунајтеда на Олд Трафорду 29. августа 2009. године, што је био његов први гол сезоне, иако је Арсенал изгубио меч са 2-1. Почетком децембра, Аршавин је направио одличну партију против ФК Стоук Ситија, играјући у непознатој улози као централни нападач након повреде Робина ван Персија.
Дана 13. децембра 2009. године Аршавин је постигао свој пети гол против Ливерпула, када је Арсенал поново победио Ливерпул са 2-1 на Енфилду, такође освајајући на крају награду Играч утакмице. Дана 20. јануара 2010. поново је постигао победу за Арсенал са 4-2 над Болтоном, чиме је помогао Арсеналу да дође до врха Премијер лиге први пут од августа. Међутим, претрпео је телесни напор против ФК Барселоне, након чега је био искључен на три недеље. Аршавин је пропустио једну од две утакмице у мају због повреде, али је дао гол последњи пут у тој сезони против ФК Фулама, на утакмици на којој је Арсенал победио са 4-0.

#### Сезона 2010/11.
Дана 17. јула 2010. Аршавин је постигао први гол против ФК Барнета у првом сусрету ове сезоне у Арсеналу, који је Арсенал победио са 4-0 на пријатељској утакмици. Он је затим освојио награду "Играч утакмице" за најбољи перформанс, од стране навијача Арсенала према званичном сајту Арсенала. Дана 21. августа 2010, Аршавин је постигао свој први гол у сезони из пенала за Арсенал у победи од 6:0 против ФК Блекпула, након што је Маруан Шамак добио фаул од Ијана Евата у казненом простору. Такође је постигао гол у следећем Арсеналовом мечу 28. августа 2010. године, где је постигао победнички гол против Блекбурн Роверса трећи пут када је Сеск Фабрегасов ударац блокиран и лопта је дошла до Аршавина, Арсенал је освојио меч 2-1.
Дана 15. септембра 2010. Аршавин је постигао и пружио две асистенције против Браге у Арсеналовом првом мечу у Лиги шампиона, где је Арсеналом победио са 6-0. Аршавин је 18. септембра 2010. постигао свој први лигашки куп, што је био и Арсеналов четврти гол током продужетака, да би победио Тотенхем у трећем колу Купа лиге, где је Арсенал победио против својих ривала од 4-1. Он је касније постигао први гол за Арсенал од 3-1 у Лиги шампиона против ФК Партизана у 15. минуту након што му је Џек Вилшир асистирао "штиклом". Владимир Стојковић је одбранио пенал Аршавину у другом полувремену након што је Маруан Шамак фаулиран у шеснаестерцу противника.
Аршавин је 27. новембра 2010. постигао свој први гол од септембра, што је био први гол против ФК Астон Виле у победи у гостима од 4-2. Дана 29. децембра 2010. Аршавин је постигао гол "маказицама" чиме је донео изједначење Арсеналу који је губио 1-0 од ФК Виган атлетика. Касније је асистирао Никласу Бентнеру и донео вођство Арсеналу 2-1, али након што је Себастијан Скилаћи дао гол, утакмица је завршена 2-2. Затим је по други пут освојио награду "Играч утакмице" за најбољи перформанс од љубитеља Арсенала.
На мечу који је одигран 1. фебруара 2011, Аршавин је ушао са клупе у 62. минути и само 8 минута касније постигао свој први погодак у 2011. години, први још од децембра, којим је донео изједначење Арсеналу који је на крају победио ФК Евертон са 2 -1. Након тога је трећи пут освојио награду "Играч утакмице" за најбољи перформанс од навијача Арсенала. Дана 16. фебруара 2011. Аршавин је постигао гол којим је Арсенал први пут у својој историји победио Барселону у победи од 2:1 у 16. колу Лиге шампиона. Ово је за Аршавина био први гол Лиге шампиона који који није постигнут у групној фази. Следећег дана, штопер Арсенала Јоан Ђуру изјавио је да је "Арпавин показао да је сјајан играч" због свог победничког гола и да подиже форму.
Дана 20. фебруара 2011. године, Арсенал се суочио с ФК Лејтон оријентом у петом колу ФА купа, са 1-1 резултатом у којем је Аршавин освојио награду "Играч утакмице" за најбољи перформанс од стране навијача Арсенала четврти пут за редом иако није постигао гол, иако је имао прилике много пута. Аршавинов следећи гол у Премијер лиги био је у гостима против ФК Вест Бромвич албиона, чиме је смањио резултат на 2-1 након што је Вест Бром раније водио 2-0. Такође је центрирао Робину ван Персију што је донело изједначење.

#### Сезона 2011/12.
Дана 10. септембра 2011. Аршавин је постигао свој први гол у сезони против ФК Свонзи Ситија након бизарне грешке голмана Мишел Ворма. Његови други наступи у сезони били су критиковани због свог невраћања како би помогао одбрани. Током утакмице против Манчестер Јунајтеда на домаћем терену, Аршавин је извиждан када је ушао уместо Алекса Окслејд-Чејмберлена, иако се верује да је звиждање било усмерено на одлуку да се направи замена, а не на самог Аршавина.
Дана 11. фебруара 2012. Аршавин је асистирао Тијерију Анрију са победничким голом у мечу против Сандерленда. Након што је ушао у другом полувремену, Аршавин је нашао простор да центира у току надонадног времена, са леве стране терена упркос томе што су га маркирала два играча. Центаршут је дошао до Анрија и погодио гол.

##### Повратак у Зенит (позајмица)
После интензивних спекулација о придруживању ФК Анжи и поновном уједињењу са бившим тренером Фудбалске репрезентације Русије Гусом Хидинком, Аршавин је у преосталом делу сезоне 2011-12. прешао у свој дечачки клуб ФК Зенит Санкт Петербург, само 40 секунди пре краја рока руског трансфера. Прешао је због намере да задржи место у руском саставу Еуро 2012.
Дана 3. марта, Аршавин је дебитовао на својој позајмици за Зенит у гостујућој утакмици против ФК ЦСКА Москва, која се завршила са резултатом 2-2. Аршавин није имао право да игра за Зенит против ФК Бенфика (2—0) у осмини Лиге шампиона. Укупно, Аршавин је имао 11 наступа у свом другом понављању за Зенит и постигао је три гола.

#### Сезона 2012/13.
Аршавин се вратио у Арсенал за почетак сезоне 2012-13. Ушао је као замена у 77. минуту у својој првој утакмици ове сезоне, у утакмици против ФК Сандерланда 18. августа 2012. године која се завршила 0-0. 26. септембра, Аршавин је први пут био стартер у Енглеској куп Лиги. Он је постигао трећи гол и асистирао двојици у победи од 6-1 над ФК Ковентри Ситијем. 20. октобра, Аршавин је имао свој 100. наступ у Премијер Лиги за Арсенал у утакмици коју су изгубили 1-0 против ФК Норич Ситија. Такође је играо у утакмици коју је Арсенала изгубио 2-1 против ФК Олимпијакоса у Лиги шампиона 4. децембра. Аршавин је напустио Арсенал у јуну 2013. Све у свему, Аршавин је постигао 31 гол, имао 41 асистенцију, што укупно даје 143 гола за клуб.

### Повратак у Зенит
Дана 27. јуна 2013. године објављено је да је Аршавин потписао двогодишњи уговор са Зенитом, као слободан играч. Аршавин је изјавио да је "веома срећан што ће поново обући Зенитов дрес".
Аршавин је постигао гол на свом другом наступу у клубу, чиме је резултат код куће био 1-1 против ФК Кубањ Краснодара 26. јула, следећи пут је дао гол 7. августа, у победи 5-0 у трећем колу квалификација за Лигу шампиона против ФК Нордсјиланд. У укупном 21 наступу Русије у Премијер лиги 2013-14, постигао је још само један гол, у победи од 4-0 против ФК Ростов 22. септембра, и Зенит је завршио сезону као другопласирани.

### Кубањ Краснодар
Дана 13. јула 2015. Аршавин је потписао уговор за ФК Кубањ Краснодар на једну годину. Његов уговор је поништен заједничким споразумом 1. фебруара 2016.

### Каират
Дана 18. марта 2016. године, Аршавин је потписао једногодишњи уговор за ФК Каират, са могућношћу продужетка и на следећу годину. Освојио је награду Играча месеца у Премијер лиги Казахстана у фудбалу јулу 2016. године и потом још једну у септембру 2016. Аршавин је наставио са Каиратом на Премијер лиги Казахстана у фудбалу 2017. године.

## Репрезентација
За фудбалску репрезентацију Русије дебитовао је 17. маја 2002. године против Белорусије. Свој први гол постигао је 13. фебруара 2003. године на пријатељском мечу против Румуније. У квалификацијама за Евро 2008. носио је капитенску траку у мечу против Естоније.

### Наступи на Евру 2008.
Селктор Гус Хидинк га је позвао на Евру 2008. иако није могао играти прве две утакмице због црвеног картона. Ипак, у трећем колу, против Шведске, Аршавин је играо и постигао други погодак за Русију у 50. минути и тако је осигурао пролаз Русији у четвртфинале. На тој утакмици изабран је и за играча утакмице. Касније у четвртфиналној утакмици, у којој је Русија поразила Холандију са 3 - 1 након продужетака, Аршавин је одиграо одличну утакмицу, асистирао код другог гола, постигао трећи погодак, а проглашен је поново за играча утакмице. У полуфиналној утакмици Русија се састала са Шпанијом од које је поражена са 3:0, Аршавин је одиграо веома лоше као и цели Руски тим.

### Голови за репрезентацију
| #   | Датум         | Стадион                                    | Противник  | Голова | Резултат | Такмичење                                |
| --- | ------------- | ------------------------------------------ | ---------- | ------ | -------- | ---------------------------------------- |
| 1.  | 13. 2. 2003.  | Tsirion Stadium, Лимасол, Кипар            | Румунија   | 1      | 4 - 2    | Пријатељска                              |
| 2.  | 9. 10. 2004.  | Stade Josy Barthel, Луксембург, Луксембург | Лукембург  | 1      | 4-0      | Квалификације за светско првенство 2006. |
| 3.  | 13. 10. 2004. | Лисабон, Португал                          | Португал   | 1      | 1 - 7    | Квалификације за светско првенство 2006. |
| 4.  | 30. 3. 2005.  | A. Le Coq Arena, Талин, Естонија           | Естонија   | 1      | 1 - 1    | Квалификације за светско првенство 2006. |
| 5.  | 4. 6. 2005.   | Стадион Петровски, Санкт Петербург, Русија | Летонија   | 1      | 2-0      | Квалификације за светско првенство 2006. |
| 6.  | 8. 6. 2005.   | Борусија парк, Менхенгладбах, Немачка      | Немачка    | 1      | 2 - 2    | Пријатељска                              |
| 7.  | 17. 8. 2005.  | Стадион Сконто, Рига, Летонија             | Летонија   | 1      | 1 - 1    | Квалификације за светско првенство 2006. |
| 8.  | 7. 10. 2006.  | Стадион Динама, Москва, Русија             | Израел     | 1      | 1 - 1    | Квалификације за Евро 2008.              |
| 9.  | 15. 11. 2006. | Градски стадион, Скопље, Македонија        | Македонија | 1      | 2 - 0    | Квалификације за Евро 2008.              |
| 10. | 9. 8. 2007.   | Стадион Локомотиве, Москва, Русија         | Македонија | 1      | 3 - 0    | Квалификације за Евро 2008.              |
| 11. | 6. 4. 2007.   | Вакер арена, Бургхаузен, Немачка           | Литванија  | 1      | 4 - 1    | Пријатељска                              |
| 12. | 18. 6. 2008.  | Стадион Нови Тиволи, Инзбрук, Аустрија     | Шведска    | 1      | 2 - 0    | Евро 2008.                               |
| 13. | 21. 6 2008.   | Сент Јакоб Парк, Базел, Швајцарска         | Холандија  | 1      | 3 - 1    | Евро 2008.                               |
| 14. | 11. 10. 2008. | Сигнал Идуна парк, Дортмунд, Немачка       | Немачка    | 1      | 1-2      | Квалификације за Светско првенство 2010. |
| 15. | 15. 10. 2008. | Стадион Локомотиве, Москва, Русија         | Финска     | 1      | 3-0      | Квалификације за Светско првенство 2010. |

## Статистика каријере

### Клуб
Ажурирано утакмице одигране 14. априла 2018
| Клуб                                 | Сезона          | Лига                               | Лига    | Лига   | Национални кул | Национални кул | Куп лиге | Куп лиге | Међународни | Међународни | Други   | Други  | Тотал   | Тотал  |
| Клуб                                 | Сезона          | Division                           | Наступи | Голови | Наступи        | Голови         | Наступи  | Голови   | Наступи     | Голови      | Наступи | Голови | Наступи | Голови |
| ------------------------------------ | --------------- | ---------------------------------- | ------- | ------ | -------------- | -------------- | -------- | -------- | ----------- | ----------- | ------- | ------ | ------- | ------ |
| ФК Зенит Санкт Петербург             | 2000            | Премијер лига Русије у фудбалу     | 10      | 0      | 1              | 0              | —        | —        | 3           | 0           | —       | —      | 14      | 0      |
| ФК Зенит Санкт Петербург             | 2001            | Премијер лига Русије у фудбалу     | 29      | 4      | 2              | 0              | —        | —        | —           | —           | —       | —      | 31      | 4      |
| ФК Зенит Санкт Петербург             | 2002            | Премијер лига Русије у фудбалу     | 30      | 4      | 3              | 1              | —        | —        | 4           | 2           | —       | —      | 37      | 7      |
| ФК Зенит Санкт Петербург             | 2003            | Премијер лига Русије у фудбалу     | 27      | 5      | 2              | 0              | —        | —        | —           | —           | —       | —      | 29      | 5      |
| ФК Зенит Санкт Петербург             | 2004            | Премијер лига Русије у фудбалу     | 28      | 6      | 1              | 0              | —        | —        | 8           | 4           | —       | —      | 37      | 10     |
| ФК Зенит Санкт Петербург             | 2005            | Премијер лига Русије у фудбалу     | 29      | 9      | 4              | 2              | —        | —        | 8           | 3           | —       | —      | 41      | 14     |
| ФК Зенит Санкт Петербург             | 2006            | Премијер лига Русије у фудбалу     | 28      | 7      | 4              | 0              | —        | —        | 5           | 2           | —       | —      | 37      | 9      |
| ФК Зенит Санкт Петербург             | 2007            | Премијер лига Русије у фудбалу     | 30      | 10     | 5              | 1              | —        | —        | 6           | 2           | —       | —      | 41      | 13     |
| ФК Зенит Санкт Петербург             | 2008            | Премијер лига Русије у фудбалу     | 27      | 6      | 0              | 0              | —        | —        | 14          | 2           | 2       | 1      | 43      | 9      |
| ФК Зенит Санкт Петербург             | Тотал           | Тотал                              | 228     | 51     | 21             | 4              | 0        | 0        | 45          | 15          | 2       | 1      | 296     | 71     |
| ФК Арсенал                           | 2008–09         | Премијер лига                      | 12      | 6      | 3              | 0              | 0        | 0        | —           | —           | —       | —      | 15      | 6      |
| ФК Арсенал                           | 2009–10         | Премијер лига                      | 30      | 10     | 1              | 0              | —        | —        | 8           | 2           | —       | —      | 39      | 12     |
| ФК Арсенал                           | 2010–11         | Премијер лига                      | 37      | 6      | 5              | 0              | 4        | 1        | 6           | 3           | —       | —      | 52      | 10     |
| ФК Арсенал                           | 2011–12         | Премијер лига                      | 19      | 1      | 1              | 0              | 2        | 1        | 5           | 0           | —       | —      | 27      | 2      |
| ФК Арсенал                           | 2012–13         | Премијер лига                      | 7       | 0      | 0              | 0              | 2        | 1        | 2           | 0           | —       | —      | 11      | 1      |
| ФК Арсенал                           | Тотал           | Тотал                              | 105     | 23     | 10             | 0              | 8        | 3        | 21          | 5           | 0       | 0      | 144     | 31     |
| ФК Зенит Санкт Петербург (позајмица) | 2012–13         | Премијер лига Русије у фудбалу     | 10      | 3      | 1              | 0              | —        | —        | —           | —           | —       | —      | 11      | 3      |
| ФК Зенит Санкт Петербург             | 2013–14         | Премијер лига Русије у фудбалу     | 21      | 2      | 1              | 0              | —        | —        | 11          | 2           | 1       | 0      | 34      | 4      |
| ФК Зенит Санкт Петербург             | 2014–15         | Премијер лига Русије у фудбалу     | 14      | 1      | 2              | 1              | —        | —        | 5           | 0           | —       | —      | 21      | 2      |
| ФК Зенит Санкт Петербург             | Тотал           | Тотал                              | 35      | 3      | 3              | 1              | 0        | 0        | 16          | 2           | 1       | 0      | 55      | 6      |
| ФК Кубањ Краснодар                   | 2015–16         | Премијер лига Русије у фудбалу     | 8       | 0      | 1              | 0              | —        | —        | —           | —           | —       | —      | 9       | 0      |
| ФК Каират                            | 2016            | Премијер лига Казахстана у фудбалу | 28      | 8      | 5              | 1              | —        | —        | 4           | 2           | —       | —      | 37      | 11     |
| ФК Каират                            | 2017            | Премијер лига Казахстана у фудбалу | 25      | 7      | 4              | 1              | —        | —        | 4           | 2           | 1       | 0      | 34      | 10     |
| ФК Каират                            | 2018            | Премијер лига Казахстана у фудбалу | 5       | 2      | 0              | 0              | —        | —        | 0           | 0           | 0       | 0      | 5       | 2      |
| ФК Каират                            | Тотал           | Тотал                              | 58      | 17     | 9              | 2              | 0        | 0        | 8           | 4           | 1       | 0      | 76      | 23     |
| Каријерни тотал                      | Каријерни тотал | Каријерни тотал                    | 456     | 96     | 47             | 7              | 8        | 3        | 95          | 27          | 4       | 1      | 608     | 135    |

### Међународни
Ажурирано утакмице одигране од 15. августа 2012
| Русија | Русија  | Русија |
| Година | Наступи | Голови |
| ------ | ------- | ------ |
| 2002   | 2       | 0      |
| 2003   | 1       | 1      |
| 2004   | 4       | 2      |
| 2005   | 9       | 4      |
| 2006   | 7       | 2      |
| 2007   | 10      | 1      |
| 2008   | 8       | 5      |
| 2009   | 9       | 1      |
| 2010   | 7       | 0      |
| 2011   | 10      | 0      |
| 2012   | 8       | 1      |
| Укупно | 75      | 17     |

## Награде и трофеји
- Освојен УЕФА куп са Зенитом (2007/2008)
- Освојена Руска премијер лига са Зенитом (2007)
- Освојен Руски премијер лига куп са Зенитом (2003)
- Освојен Руски супер куп са Зенитом (2008)
- Најбољи фудбалер Руске премијер лиге (2006)
- Најбољи нападач Руске премијер лиге (2005,2006)

## Лични живот
Арсхавин је носио олимпијски пламен током представљања Санкт Петербурга на Летњим олимпијским играма 2008. године.
Аршавин и његова бивша невенчана жена Јулија Барановскаја су се упознали 2003. године. Имају три деце, два сина по имену Артем и Арсениј. и ћерку Јану. Дана 14. августа 2012. Аршавин је потврдио на својој званичној интернет страници да су он и Јулија добили свог другог сина Арсеника у 8:40 часова. 2017. године се оженио са Алисијом Аршавином. Са Алисијом Аршавин има ћерку.